# Miquel Llabrés i García
Miquel Llabrés i García (Palma 1899- 1937), va ser un polític i sindicalista. Militant del Partit Comunista d'Espanya (PCE) des de 1923.
Formà part de la Federació Comunista Catalanobalear. Va ser candidat a diputat a les eleccions de novembre de 1933. El 1934, fou detengut a causa de la seva participació en els Fets d'Octubre. President del Sindicat Únic del Ram de la Construcció adscrit a la Confederació General de Treballadors Unitària -CGTU-, es mantengué en el càrrec quan, el 1936, aquest s'integrà dins El Treball, de la Unió General de Treballadors -UGT-. Fou assassinat durant la Guerra Civil.